# Вила (Винницкая область)
Вила (укр. Вила) — село на Украине, находится в Томашпольском районе Винницкой области.
Код КОАТУУ — 0523981501. Население по переписи 2001 года составляет 1049 человек. Почтовый индекс — 24214. Телефонный код — 4348.
Занимает площадь 3,78 км².

## Религия
В селе действует Крестовоздвиженский храм Томашпольского благочиния Могилёв-Подольской епархии Украинской православной церкви.

## Адрес местного совета
24214, Винницкая область, Томашпольский р-н, с. Вила, ул. Ленина, 7